# Han Gan
Han Gan (på kinesisk: 韩干/韓幹) (ca. 706-783) var en kinesisk maler, der levede under Tang-dynastiet.
Han Gan kom fra en fattig familie i Xi'an, Shaanxi-provinsen. Som ung blev han opdaget af Wang Wei, en berømt digter, musiker, maler og statsmand, der finansierede hans uddannelse. Efter studierne blev Han Gan tilknyttet det kejserlige hof som maler.
Han Gan malede mange portrætter og malerier med buddhistiske motiver. Han er mest kendt for sine malerier af heste, og han blev anset for ikke blot at kunne male hestens fysiske krop, men også dens ånd. Hans omdømme voksede og overgik hans lærers. Hans malerier inspirerede og blev studeret af senere tiders hestemalere.

## Eksterne links
- Wikimedia Commons har flere filer relateret til Han Gan
- Kort biografi på metmuseum